# AFL Division 1 2021
Die AFL Division 1 2021 ist die 35. Spielzeit der zweithöchsten österreichischen Spielklasse der Männer im American Football.

## Teams
Conference A:
- Steelsharks Traun (Traun)
- St. Pölten Invaders (St. Pölten)
- Styrian Bears (Graz)
- Vienna Knights (Wien)
- Vienna Vikings II (Wien)
- Znojmo Knights (Znojmo)

Conference B:
- Amstetten Thunder (Amstetten)
- Carinthian Lions (Klagenfurt)
- Cineplexx Blue Devils (Hohenems)
- Swarco Raiders Tirol II (Innsbruck)
- Salzburg Football Team (Salzburg)
- Telfs Patriots (Telfs)

## Grunddurchgang

### Spiele
| Conference A      | STS   | VKN   | BEA   | VI2   | INV   | ZKN   |
| ----------------- | ----- | ----- | ----- | ----- | ----- | ----- |
| Steelsharks Traun |       | 34:14 | 46:7  | –     | –     | 45:0  |
| Vienna Knights    | 21:52 |       | –     | 12:49 | 18:14 | –     |
| Styrian Bears     | –     | 27:20 |       | 20:41 | 35:28 | –     |
| Vienna Vikings II | 35:34 | –     | 56:7  |       | –     | 35:0  |
| Generali Invaders | 0:49  | –     | –     | 7:55  |       | 14:31 |
| Znojmo Knights    | –     | 30:33 | 34:21 | –     | 35:0  |       |

| Conference B           | THU   | BLD   | PAT   | SFT   | RA2   | LIO   |
| ---------------------- | ----- | ----- | ----- | ----- | ----- | ----- |
| Amstetten Thunder      |       | 31:28 | –     | 22:41 | –     | 36:0  |
| Cineplexx Blue Devils  | 9:27  |       | 18:20 | –     | 40:7  | –     |
| Telfs Patriots         | 6:39  | –     |       | 34:43 | –     | 34:15 |
| Salzburg Football Team | –     | 36:0  | 41:0  |       | 46:14 | –     |
| Swarco Raiders II      | 13:24 | –     | 14:54 | –     |       | 38:26 |
| Carinthian Lions       | –     | 0:27  | –     | 6:53  | 19:27 |       |

### Tabelle
| Conference A |                     |    |   |   |       |      |      |      |
|              | Team                | Sp | S | N | Pct   | P35+ | P35− | Diff |
| 1            | Vienna Vikings II   | 6  | 6 | 0 | 1,000 | 242  | 080  | +162 |
| 2            | Steelsharks Traun   | 6  | 5 | 1 | 0,833 | 232  | 077  | +155 |
| 3            | Znojmo Knights      | 6  | 3 | 3 | 0,500 | 130  | 138  | 12−8 |
| 4            | Graz Styrian Bears  | 6  | 2 | 4 | 0,333 | 117  | 207  | 0−90 |
| 5            | Vienna Knights      | 6  | 2 | 4 | 0,333 | 118  | 204  | 0−86 |
| 6            | St. Pölten Invaders | 6  | 0 | 6 | 0,000 | 063  | 196  | −133 |

| Conference B |                        |    |   |   |       |      |      |      |
|              | Team                   | Sp | S | N | Pct   | P35+ | P35− | Diff |
| 1            | Salzburg Football Team | 6  | 6 | 0 | 1,000 | 241  | 076  | +165 |
| 2            | Amstetten Thunder      | 6  | 5 | 1 | 0,833 | 178  | 097  | 0+81 |
| 3            | Telfs Patriots         | 6  | 3 | 3 | 0,500 | 143  | 164  | 0−21 |
| 4            | Cineplexx Blue Devils  | 6  | 2 | 4 | 0,333 | 122  | 120  | 12+2 |
| 5            | Swarco Raiders II      | 6  | 2 | 4 | 0,333 | 113  | 204  | 0−91 |
| 6            | Carinthian Lions       | 6  | 0 | 6 | 0,000 | 066  | 202  | −136 |

Legende: Sp = Spiele, S = Siege, U = Unentschieden, N = Niederlagen, Pct = Siegquote,

P35+= erzielte Punkte (max. 35 mehr als gegnerische), P35− = zugelassene Punkte (max. 35 mehr als eigene), Diff = Differenz

Bei gleicher Pct zweier Teams zählt der direkte Vergleich

 Aufstieg in die AFL
Quelle: football.at

## Play-offs
|  | Halbfinale | Halbfinale             | Halbfinale |  |  | Silver Bowl XXIII | Silver Bowl XXIII      | Silver Bowl XXIII |
|  |            |                        |            |  |  |                   |                        |                   |
|  |            |                        |            |  |  |                   |                        |                   |
|  | A1         | Vienna Vikings II      | 35         |  |  |                   |                        |                   |
|  | B2         | Amstetten Thunder      | 32         |  |  |                   |                        |                   |
|  |            |                        |            |  |  | A1                | Vienna Vikings II      | 36                |
|  |            |                        |            |  |  | B1                | Salzburg Football Team | 42                |
|  | B1         | Salzburg Football Team | 32         |  |  |                   |                        |                   |
|  | A2         | Steelsharks Traun      | 6          |  |  |                   |                        |                   |
|  |            |                        |            |  |  |                   |                        |                   |